# 15492 Нюберг
15492 Нюберг (15492 Nyberg) — астероїд головного поясу, відкритий 10 лютого 1999 року.
Тіссеранів параметр щодо Юпітера — 3,485.